# Juan Sebastian Aak
Juan Sebastian Aak, född 20 februari 1997, är en norsk brottare som tävlar i grekisk-romersk stil. Han tävlar för Kolbotn IL och har tidigare tävlat för Skedsmo BK.
Vid nordiska mästerskapen har Aak tagit guld 2015 och brons 2021.
Vid norska mästerskapen har Aak tagit fyra guld (2019, 2020, 2022 och 2023), två silver (2013 och 2014) och två brons (2016 och 2021).

## Tävlingar
| År   | Tävling               | Ort          | Viktklass | Placering  |
| ---- | --------------------- | ------------ | --------- | ---------- |
| 2013 | Norska mästerskapen   | Oslo         | 55 kg     | Silver     |
| 2013 | Ungdoms-EM            | Bar          | 50 kg     | 9:e plats  |
| 2014 | Norska mästerskapen   | Tromsø       | 59 kg     | Silver     |
| 2014 | Ungdoms-EM            | Samokov      | 54 kg     | 9:e plats  |
| 2014 | Ungdoms-VM            | Snina        | 58 kg     | 22:a plats |
| 2015 | Nordiska mästerskapen | Bodø         | 59 kg     | Guld       |
| 2016 | Norska mästerskapen   | Kristiansund | 71 kg     | Brons      |
| 2016 | Junior-VM             | Mâcon        | 74 kg     | 18:e plats |
| 2017 | Junior-EM             | Dortmund     | 74 kg     | 19:e plats |
| 2018 | Nordiska mästerskapen | Västerås     | 77 kg     | 8:e plats  |
| 2019 | Norska mästerskapen   | Oslo         | 72 kg     | Guld       |
| 2019 | U23-EM                | Novi Sad     | 72 kg     | 5:e plats  |
| 2019 | U23-VM                | Budapest     | 72 kg     | 9:e plats  |
| 2020 | Norska mästerskapen   | Fauske       | 77 kg     | Guld       |
| 2020 | EM                    | Rom          | 72 kg     | 19:e plats |
| 2021 | EM                    | Warszawa     | 72 kg     | 17:e plats |
| 2021 | Nordiska mästerskapen | Herning      | 72 kg     | Brons      |
| 2021 | Norska mästerskapen   | Oslo         | 77 kg     | Brons      |
| 2022 | Norska mästerskapen   | Fauske       | 77 kg     | Guld       |
| 2023 | Norska mästerskapen   | Fredrikstad  | 77 kg     | Guld       |